# Ежиха (Удомельский район)
Ежиха — деревня в Удомельском районе Тверской области России.
Ранее входила в упразднённое Брусовское сельское поселение. С декабря 2015 года вместе с остальными населёнными пунктами входит в Удомельский городской округ.
Через деревню протекает река Гнилуха. Поблизости, в 2-3 км, в посёлке Брусово расположена железнодорожная станция Брусово (останавливаются электрички Бологое — Сонково).

## Население
В 2010 году, по данным Всероссийской переписи населения, население деревни составляло 23 человека. В 2008 их было 40.